# H. Johannes de Doper en H. Bernarduskerk
De H. Johannes de Doper en H. Bernarduskerk is een rooms-katholiek kerkgebouw aan de Oranje Nassaulaan in de Utrechtse wijk Hoograven. De kerk is gewijd aan de heiligen Johannes de Doper en Bernardus van Clairvaux. Dit kerkje werd gebouwd ter vervanging van twee grotere parochiekerken, de Johannes de Doperkerk en de Sint-Bernarduskerk. De kerk is in gebruik door de Martinusparochie.

## Ontstaansgeschiedenis
In 1941 werd er voor de katholieken op Hoograven een noodkerk gebouwd in de Detmoldstraat, opgedragen aan Johannes de Doper. Het was een eenvoudig houten gebouw dat dienst deed tot 1952, het jaar dat aan het Plettenburgplantsoen een grote stenen kerk in gebruik kon worden genomen. Door de aanhoudende bevolkingsgroei was één kerk niet voldoende en zodoende kwam daar in 1962 nog de Sint-Bernarduskerk aan het Camminghaplantsoen bij. Door de ontkerkelijking die kort daarna inzette, bleken twee kerkgebouwen voor één wijk wel erg veel. Er was nog wel bevolkingsgroei onder andere door de bouw van de wijk Lunetten waardoor de krimp nog enigszins werd opgevangen, maar eind jaren tachtig werden er toch plannen gemaakt voor een nieuw en kleiner kerkgebouw. Het werd gebouwd achter de Johannes de Doperkerk. Voor het inrichten werd gebruikgemaakt van de inventaris van de beide oude kerken. Zo komt het dat het interieur veel ouder is dan het gebouw. Nadat de kerk in 1992 in gebruik was genomen, werden de twee andere kerken afgebroken. Als patronen kreeg de nieuwe kerk de beide patronen van de oude kerken: Johannes de Doper en Bernardus.
Historische kerkgebouwen:
Sint-Augustinuskerk · Buurkerk · Sint-Catharinakathedraal · Domkerk · Doopsgezinde kerk · Geertekerk · Jacobikerk · Jacobuskerk · Janskerk · Kerkenkruis · Lutherse Kerk · Mariakerk · Maria Minor · Nicolaïkerk · Pieterskerk · Sint-Gertrudiskathedraal · Sint-Martinuskerk · Sint-Salvatorkerk · Sint-Willibrordkerk · Westerkerk

Overige kerkgebouwen:
Adventkerk · Bethelkerk · Blijde Boodschapkerk · Gerardus Majellakerk · Heilig Hartkerk · Holy Trinity Church · H. Johannes de Doper en H. Bernarduskerk · Johanneskerk · Mattheüskerk · Nieuwe Kerk · Sint-Aloysiuskerk ·Sint-Antoniuskerk · Sint-Dominicuskerk · Sint-Gertrudiskerk · Sint-Jacobuskerk · Sint-Josephkerk · Sint-Rafaëlkerk · Stefanuskerk · Tuindorpkerk · Wederkomst des Herenkerk · Wilhelminakerk · Willem de Zwijgerkerk

Deels gesloopte kerken:
Oranjekerk

Gesloopte kerken:
Christus Koningkerk · Begijnekerk · Heilig Kruiskapel · Johannes de Doperkerk  · Julianakerk · Lucaskerk · Onze-Lieve-Vrouw-van-Goede-Raadkerk · 
Onze-Lieve-Vrouw-ten-Hemelopnemingkerk · Oosterkerk · Sint-Bernarduskerk · Sint-Dominicuskerk (Walsteegkerk) · Sint-Ludgeruskerk · Sint-Monicakerk · Sint-Nicolaaskerk · Sint-Pauluskerk · Sint-Salvatorkerk · Vaartkerk · Zuiderkerk

Voormalige kerken:
Emmaüskerk · Noorderkerk · Leeuwenbergkerk · Sint-Isidoruskerk

Lijst van kerken in Utrecht